# Peaks Ice Arena
Die Peaks Ice Arena ist eine Eissporthalle in der US-amerikanischen Stadt Provo im Bundesstaat Utah.

## Geschichte
Da die Politiker des Utah County 1989 sich weigerten, die Bewerbung für die Olympischen Winterspiele 1998 in Salt Lake City zu unterstützen, sofern nicht eine Veranstaltung im Utah County stattfindet, wurde Provo als Austragungsort hierfür ausgewählt. Ursprünglich sollten eine Eisschnelllauf-Arena in der Stadt oder auf dem Campus der Utah Valley University gebaut werden. Andere Politiker schlugen vor, die Abschlussfeier der Spiele im LaVell Edwards Stadium auszutragen. Da 1991 der Zuschlag zur Ausrichtung der Olympischen Winterspiele 1998 nicht an Salt Lake City ging, beschlossen die Utah Sports Authority und die Stadt Provo mit der Planung eines Austragungsortes zu warten. Nachdem Salt Lake City 1995 die olympische Bewerbung von 2002 gewonnen hatte, begannen erneut die Planungen für den Austragungsort von Utah County erneut. Schließlich wurde beschlossen, dass in Provo eine neue Eissporthalle gebaut wird. Am 17. September 1997 erfolgte der Spatenstich für den Bau neben dem Seven Peaks Waterpark. Die Halle verfügt über eine Größe von 7800 Quadratmetern und beherbergt zwei nebeneinander liegende Eisflächen. Die große Halle bietet 2000 Zuschauern Platz, während die kleinere Halle über 300 Sitzplätze verfügt. Mit Baubeginn er war der Preis auf 8,5 Millionen Dollar gestiegen, dies entsprach 1,5 Millionen Dollar mehr als ursprünglich geplant. Kurz nachdem der Bau begonnen hatte, beschloss das Organisationskomitee die Halle nicht nur für Trainings- sondern auch für Wettkampfzwecke zu nuten. Dies führte zu einer Kostensteigerung auf 10,75 Millionen US-Dollar. Am 20. November 1998 erfolgte die Eröffnung. Am Ende des Baus beliefen sich die Kosten auf 12,4 Millionen US-Dollar. 
Während der Olympischen Winterspiele 2002 wurde die Kapazität mithilfe von 6000 provisorischen Sitzplätzen auf 8400 Plätze erhöht. Nach den Spielen wurde die Arena zur Heimat des Peaks Figure Skating Club. Zudem dient sie seit 1999 als Heimspielstätte der Eishockeyteams der Brigham Young University. Außerhalb der Nutzungszeiten der Vereine ist die Halle für die Öffentlichkeit zum Schlittschuhlaufen geöffnet.